# DJMAX Portable BLACK SQUARE
디제이맥스 포터블 블랙 스퀘어(DJMAX Portable BLACK SQUARE, DMP BS)는 대한민국의 게임 개발사인 펜타비전에서 개발한 음악 게임이다. 메트로 프로젝트의 두 번째 작품중 두 번째 플랫폼으로 온라인 게임으로 만들어진 디제이맥스를 플레이스테이션 포터블용으로 이식한 디제이맥스 포터블 2의 후속작이다. 전작인 DMP2의 특징을 강화시킨 것을 내세우는 실질적인 DMP3라고 할 수 있는 후속작. 2008년 9월 2일 PV영상과 정보가 공개되었다. 대한민국에서 11월중 발매를 목표로 하였으나 디제이맥스 포터블 클래지콰이 에디션에서 많은 버그가 발견되어 이를 DMP BS에서 수정하기 위해 12월로 발매가 연기되었으며 12월 24일 대한민국에서 정식발매되었다.

## 한정판

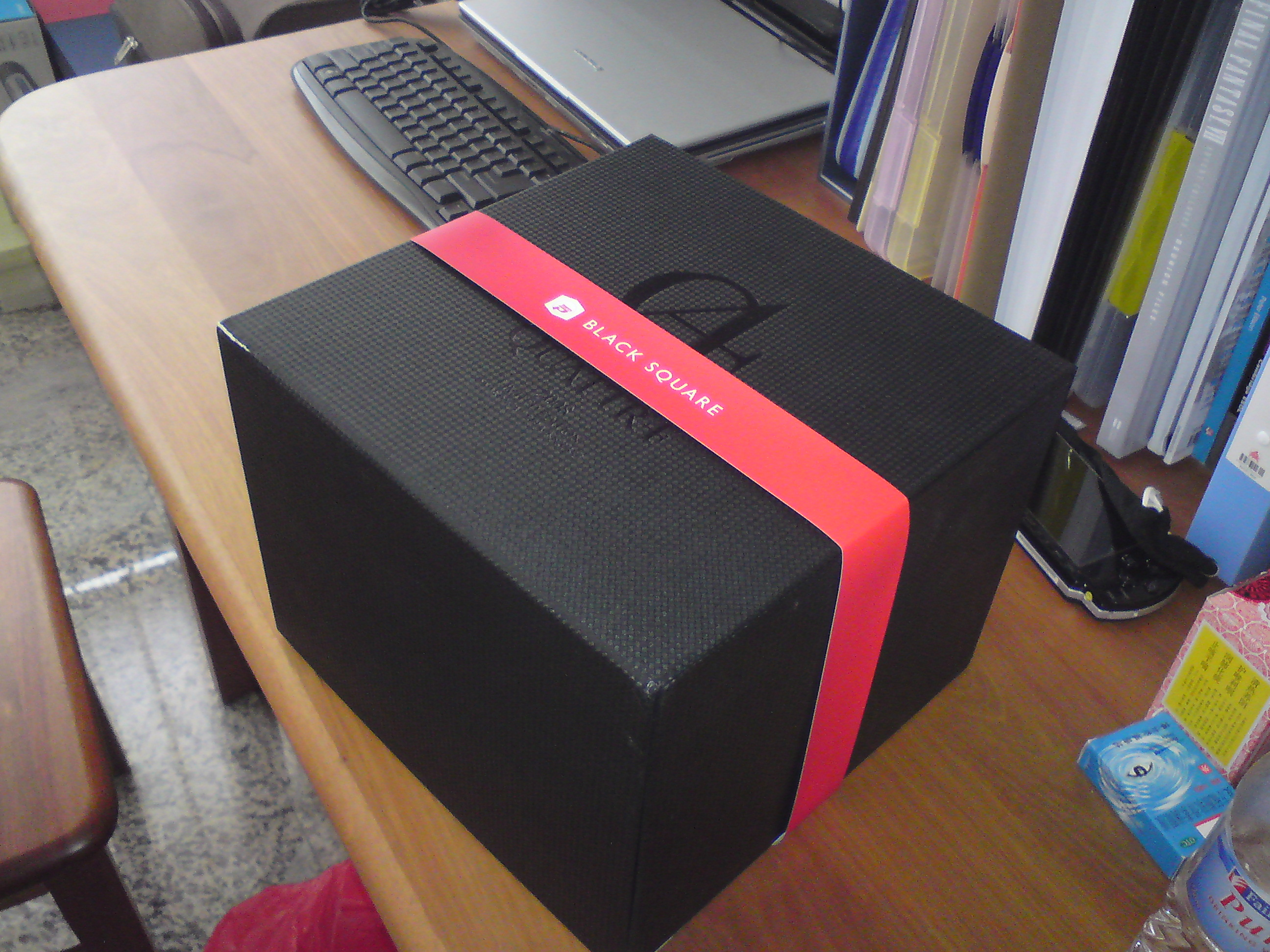
디제이맥스 포터블 블랙 스퀘어 한정판 쿼트라)

발매 당시 일반판 공개와 함께 한정판인 DJMAX PORTABLE BLACK SQUARE ~Quattra~를 함께 공개했는데 그 구성물은 다음과 같다.
- 디제이맥스 포터블 블랙 스퀘어 프리미엄 한정 케이스
- 디제이맥스 포터블 블랙 스퀘어 PSP 게임 타이틀 ( 한정 패키지 )
- 디제이맥스 포터블 블랙 스퀘어 O.S.T. ( 4 CD )
- Illusion ( DJMAX METRO Project Visualization Book )
- Son of Sun Special Gift
- PORTABLE SPEAKER : BS24(일명 따조스피커로 통한다.)
- Bandana : BS Edition
- 2009 PENTAVISION NEW YEAR’S CARD (일종의 연하장이다.)
- DJMAX TECHNIKA 한정판 IC 카드 (블랙스퀘어 로고가 그려져 있다.)

## 디제이맥스 포터블2와의 차이점
이전버전에서의 기능을 향상시켰으며, 익숙한 작곡자들이 이번 시리즈에서도 참여한다. 전작에서 추가/수정된 기능은 아래와 같다.
- 새로운 게임모드 - 디제이맥스 포터블 클래지콰이 에디션에서 추가된 4bFX모드가 추가됨
- 8b모드가 6bFX모드로 이름이 변경됨
- 피버기능의 향상(5배와 7배를 자유롭게 선택 가능, Auto 5x 추가)
- 다이나믹한 미션 시스템
- 향상된 앨범모드 - 디제이맥스 포터블 클래지콰이 에디션과 같은 방식으로, OST와 MV 에디션을 통합함
- 미디어 인스톨 플레이 기능 지원(메모리스틱에 음악이나 비디오등 로딩의 주 원인이 되는 데이터를 저장해서 빠르게 읽어들이는 기능을 말함)
- 풀 모션 비디오 지원
- 디제이맥스 포터블 클래지콰이 에디션과의 링크 디스크 연동 지원
- 디제이맥스 포터블 2의 익스트림 챌린지를 업그레이드한 클럽 투어 지원

## 역사
- 2008년 9월 2일 - 루리웹 홈페이지를 통해 신작 메트로 프로젝트 디제이맥스 포터블 클래지콰이 에디션, 디제이맥스 포터블 블랙 스퀘어 PV 영상 공개
- 2008년 11월 13일 - 디제이맥스 포터블 클래지콰이 에디션 정품 유저를 대상으로 FGT(Focus Group Test)실시
- 2008년 12월 2일 - 디제이맥스 포터블 블랙 스퀘어의 정식 정보가 공개되었다.
- 2008년 12월 5일 - 디제이맥스 포터블 블랙 스퀘어의 프로모션 동영상과 한정판 구성, 예약판매일자가 공개되었다. (12월 6일 오후 5시) [깨진 링크(과거 내용 찾기)]
- 2008년 12월 6일 - 디제이맥스 포터블 블랙 스퀘어의 한정판인 디제이맥스 포터블 블랙 스퀘어 ~Quattra~에 대한 예약 판매가 시행되었다.
- 2008년 12월 24일 - 디제이맥스 포터블 블랙 스퀘어가 발매되었다.
- 2008년 12월 26일 - 디제이맥스 포터블 블랙 스퀘어의 랭킹팩과 링크팩이 공개되었다.
- 2010년 7월 16일 - 디제이맥스 테크니카1의 플래티넘 크루 서비스가 종료되면서, 랭킹 서비스와 랭킹팩, 링크팩의 다운로드 서비스가 중단되었다.
- 2010년 9월 - 디제이맥스 포터블 클래지콰이 에디션과 디제이맥스 포터블 블랙스퀘어를 위한 플래티넘 크루 서비스가 재개되었다.